# 摩洛哥裔西班牙人
摩洛哥人，在西班牙的6,058,291名外國人的12.7％。他們以前是西班牙最大的外國人團體，但在2007年被羅馬尼亞人超越。在2003年西班牙的摩洛哥人佔所有海外摩洛哥人的約6％。在2014年他們人口有714,221人。 

## 移民歷史
在1985年以前，摩洛哥人進入西班牙不需要簽證。許多年輕人來到西班牙從事季節性或短期農業和工業的工作。1985年實施的新的簽證法律是相當限制性的，沒有提供永久居留許可。 截至1992年，官方統計數據顯示只有16,665名摩洛哥人居住在西班牙。在接下來的幾年裡，許多摩洛哥人在農業，酒店，建築和服務部門就業。到2000年，他們的人口增加到201182人。 隨著越來越多的移民，他們的組成也發生了變化，其中婦女比例更高。
2000年也標誌著西班牙移民法的重大轉變; 2006年通過了家庭團聚法，非法移民正規化和獲得永久居留權的機制。到2008年，官方統計顯示，西班牙有752 695名合法摩洛哥居民。從那年9月開始，西班牙當局開始向失業移民提供付款，如果他們同意取消他們的居留並離開該國。 官方統計顯示，在西班牙有82,262名失業的摩洛哥人。然而根據臨時數字，西班牙的摩洛哥人口在這一年繼續增長，到2011年初達到85,800人，比2008年的總數高8.8％。